# Tomba di Züschen
La tomba di Züschen (Tedesco: Steinkammergrab von Züschen, alcune volte anche Lohne-Züschen) è un monumento funebre preistorico situato tra Lohne e Züschen, vicino a Fritzlar, in Assia, in Germania. Classificata come galleria funebre, è un importante monumento megalitico dell'Europa centrale. Viene datata al IV millennio a.C. (e probabilmente utilizzata fino all'inizio del III millennio a.C.) e appartiene alla facies neolitica della cultura di Wartberg. La presenza di incisioni, paragonabili alle altre testimonianze di arte rupestre preistorica in Europa, è un aspetto proprio della cultura di Wartberg, noto finora solo a Züschen e nella tomba I a Warburg.

## Scoperta e scavi
La tomba venne scoperta accidentalmente nel 1894. Per un certo numero di anni, un mucchio di blocchi di arenaria avevano impedito al mugnaio locale di arare uno dei suoi campi. Quando questi decise di rimuoverli, Rudolf Gelpke, un ispettore del vicino castello di Garvensburg constatò l'insolita presenza di arenaria in un sito costituito invece completamente da basalto. Durante una ricognizione, riconobbe la struttura come un monumento preistorico costituito da due file parallele di lastre verticali regolari. Gelpke, erroneamente, attribuì il monumento ai Catti, una tribù che visse nella zona durante l'età del ferro. Egli convinse il proprietario del campo a rimuovere il suolo solo dal limite delle lastre rinvenute e, durante questa operazione, vennero alla luce resti di ossa e ceramica. A questo punto, Wilhelm von Garvens, proprietario di Garvensburg, fu messo a conoscenza degli eventi e, a sua volta, informò l'antiquario barone Felix von und zu Gilsa. Dopo un esame condotto dal Gilsa, il sito venne scavato nuovamente da Johannes Boehlau, ex-direttore del museo statale di Kassel. Ulteriori scavi furono eseguiti nel 1939 e nel 1949, sotto la direzione di O. Uenze del servizio archeologico di Marburgo.

## Architettura
La camera sotterranea è di forma rettangolare, lunga 20 metri e larga 3,5 metri realizzata utilizzando lastre rettangolari di arenaria cavate ad alcune centinaia di metri dal sito. I muri più lunghi sono formati da 12 lastre, una delle quali manca, mentre il fondo della stanza è realizzato con una sola lastra. Una lastra terminale separa la tomba vera e propria da una piccola anticamera lunga 2,5 metri. Al centro di questa lastra si trova un buco perfettamente circolare, il cosiddetto Seelenloch (tedesco per "buco dell'anima"), di 50 centimetri di diametro. Si presume che il foro sia troppo ristretto per consentire il passaggio di persone e quindi potrebbe essere servito come simbolico collegamento tra i morti all'interno della camera e i vivi, riuniti nell'anticamera per alcuni rituali, tipo pratiche d'offertorio. Se il foro veniva successivamente richiuso, come in tombe simili in Francia, non è noto. L'ingresso del monumento fu realizzato con del fango molto calpestato per renderlo solido. La presenza di pietre, che non sono della zona, al di fuori della camera suggerisce che originariamente il tutto era ricoperto da un tumulo artificiale. Non è chiaro se la tomba venne ricoperta con della pietra o con altri materiali (tipo legno).

## Resti umani
Il terreno all'interno della camera conteneva numerose ossa umane disarticolate. Si pensa che il numero di inumati non superi ventisette, ma bisogna dire che l'interno del monumento risultava molto alterato e per questo è possibile che il numero di persone sepolte qui fu originariamente più elevato. La scoperta di sepolture appartenenti alla cultura dei campi di urne posizionate sopra la tomba indica che la distruzione del monumento, la perturbazione del suo contenuto e la rimozione del tetto deve avere avuto luogo prima del X-IX secolo a.C. Cenere e carbone sono stati ritrovati in un certo numero di punti, in particolare, misti a resti umani, vicino alla lastra-porta e vicino alla lastra terminale a sud-ovest. Nessuna delle ossa umane mostra segni di bruciature. Al centro dell'anticamera vi era un importante strato di cenere.

## Offerte cerimoniali
I maggior rinvenimenti sono avvenuti nella camera principale e probabilmente furono posti in situ assieme ai corpi degli inumati. Il basso numero di reperti rinvenuti può dipendere dalla prima distruzione della tomba. I ritrovamenti più comuni sono ossa di bovino e strumenti in pietra tipo coltelli, lame o asce realizzate nell'ardesia del posto. I reperti in osso sono almeno tre: un cesello, una freccia e un punteruolo. I manufatti in ceramica sono invece rari e comprendevano una tazza in argilla simile agli oggetti relativi alla tomba di Lohra e un colletto di bottiglia relativa alla cultura cultura Funnel Beaker (TRB). Tali bottiglie sembra che servissero per alcune funzioni speciali, come lo stoccaggio di oli vegetali o di zolfo utilizzato per scopi medicinali. Una cosiddetta Urna Gigante appartiene alle sepolture più tarde.

## Incisioni

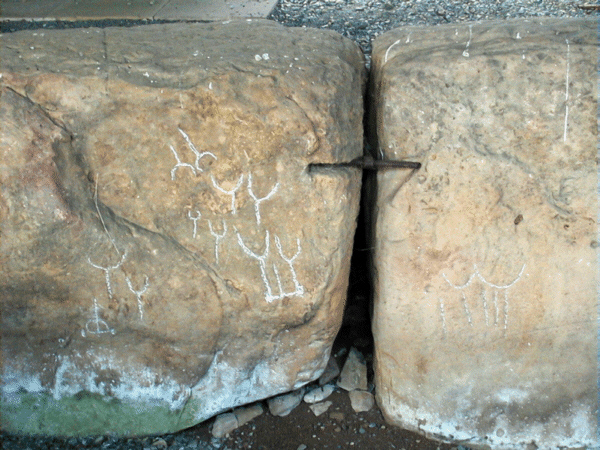
Incisioni dentro la tomba.

Una delle caratteristiche più interessanti della tomba è la presenza di simboli scolpiti su lastre all'interno della camera. Le linee incise sono formate da righe di punti individuali, probabilmente realizzati con uno strumento in metallo, probabilmente uno dei primi realizzati. Uno dei simboli più comune è costituito da una semplice linea unita ad un semicerchio aperto, di solito interpretato come una rappresentazione stilizzata di capi di bestiame. Di norma, due di questi simboli sono legati da un'ulteriore linea sottostante la quale possiede i punti terminali enfatizzati e può essere una semplice rappresentazione di un aratro. Più raramente, due di essi sono uniti da quello che assomiglia a un giogo, il che suggerirebbe una stilizzazione di un carro. Talvolta, però, i simboli sono sovrapposti e questo potrebbe indicare che i singoli segni non hanno nessun rapporto tra di loro e le incisioni più complesse sarebbero il risultato di un accumulo di segni. Rappresentazioni simili di capi di bestiame si ritrovano in incisioni molto più recenti (età del bronzo o età del ferro) presenti in Valcamonica o a Mont Bégo, Francia. Genericamente si suppone che questi simboli riflettano concetti o ideologie religiose risalenti al neolitico.

## Replica del monumento
Una ricostruzione della tomba si può vedere nel Museo di Stato di Hesse in Kassel.

## Rapporti con altri siti
Come ogni monumento archeologico, la tomba di Züschen non dovrebbe essere vista come una cosa isolata. È in stretto rapporto con il paesaggio e con altri siti nella zona. Altre due tombe, Züschen II e Züschen III sono note nella zona. Züschen II rimaneva 150 metri a nord-ovest dalla principale, alla quale è generalmente comparabile, ma di dimensioni più piccole e non decorata. Il terzo sepolcro, Züschen III, si trova più a est. A meno di 1 km dalla tomba di Züschen si trova la tomba Hasenberg, con un'imponente cupola in basalto.